# Braikovia
Braikovia is een monotypisch mosdiertjesgeslacht uit de familie van de Cribrilinidae en de orde Cheilostomatida. De wetenschappelijke naam ervan is in 2012 voor het eerst geldig gepubliceerd door Valentine I. Gontar.

## Soort
- Braikovia turgenewi (Ostroumoff, 1886)